# Santa Maria d'Oló
Santa Maria d'Oló és un poble a l'extrem nord de la comarca del Moianès, en un territori molt accidentat, drenat per les rieres Gavarresa i d'Oló, principalment, i també per la de Malrubí, afluent de la primera. Fins al 2015 estava adscrit a la comarca del Bages. Pertany al Bisbat de Vic i al Partit Judicial de Manresa, ciutat de la qual depèn també des del punt de vista de l'administració d'hisenda i del registre de la propietat.

## Símbols i origen del nom
L'escut oficial de Santa Maria d'Oló té el següent blasonament: «Escut caironat: d'argent, una rosa de gules botonada d'or, barbada, tijada i fullada de sinople. Per timbre una corona mural de poble». Va ser aprovat el 13 de desembre de 1991 i publicat al DOGC el 30 de desembre del mateix any amb el número 1535. La rosa és el senyal tradicional de les armes del poble, i és un senyal parlant (pel que fa a la seva olor) relatiu al nom Oló, encara que en una poesia popular es fa referència a la paraula "Au-lo" relativa a una expressió que digueren els habitants quan la vila fou assetjada, però els olencs a través d'un passadís que travessava la muntanya fins a arribar a la riera podien buscar queviures i pescar peix per mantenir-se i que acaba ... si del Castell vols rendició: Au-lo! 
D'on ve el teu nom oh terra noble!/ que per bressol tens un castell/ que havent crescut i fet un poble/ t'extens pel pendis vell/ i tens regust d'alló què és bell.
En temps antic, quan l'habità bèl·lica gent entre muralles/ un enemic el va assetjar/ i havent lliurat moltes batalles/ cregué que estava ja a les acaballes.
Rendeix-te, deien. I els d'Oló/ peix fresc, pescat de nit, mostrat-los/ Si del Castell vols rendició: Au-lo!
I fou el nom d'Oló

## Geografia
- Llista de topònims de Santa Maria d'Oló: muntanyes, serres, collades, indrets, rius, fonts, cases, masies, esglésies.

Termes municipals limítrofs:
|                         | Sant Feliu Sasserra i Oristà | Muntanyola i Sant Bartomeu del Grau     |
| Horta d'Avinyó i Avinyó |                              | Santa Eulàlia de Riuprimer i Muntanyola |
|                         | Moià                         | L'Estany                                |

### Perímetre del terme municipal
Comença la descripció d'aquest perímetre al nord-est del terme, al lloc on es troben els termes municipals de Santa Maria d'Oló, l'Estany i Moià, a la confluència del riu Sec amb el torrent del Gomis, just al nord del Salt del Ca.

#### Termenal amb Moià
Des del punt anterior, el termenal entre Moià i Santa Maria d'Oló discorre cap al sud-oest seguint aigües avall el riu Sec, entre la Cinglera de les Carrosses, al sud, i el Serrat de Rubís, al nord. Al cap d'un tram, deixa al sud el Serrat de la Coromina i al nord-oest el serrat de Falconeres i, conforme va girant més cap al sud, a ponent el Serrat del Roc. Troba el Molí del Perer, a llevant del Cingle de Cal Pere; tot seguit el riu Sec s'aboca en la riera de Malrubí, al nord dels Cingles de Cal Grill.
La divisòria entre els dos termes municipals segueix aigües avall, cap al sud-oest, la riera de Malrubí, deixant a la dreta -ponent- la masia de l'Illa i el Serrat de Sobre l'Illa, i a l'esquerra la masia del Rourell i el Casalot de Mataocells. Decantat ja cap al sud-sud-oest, el termenal va deixant a ponent, successivament, els Canals de Sau, la masia de la Garrigota, el Serrat de la Garrigota i els Cingles de la Resclosa, just abans d'arribar a l'antiga quadra del Solà de Sant Esteve; a l'esquerra -llevant- té el llarg Serrat de Vilaclara. En arribar a terres de l'antiga quadra esmentada, al nord de l'Autonell, la riera de Malrubí canvia de direcció. Ara cap a l'oest-sud-oest, passa a migdia del Solà de Sant Esteve, on hi ha les restes d'aquesta masia i l'església de Sant Esteve del Solà, i al nord de la Font de la Tosca, la Font de l'Autonell i el Casalot Vell del Soca.
Al sud-oest de l'església de Sant Esteve, a migdia del Turó de Cantagalls i a llevant de les masies del Cellers i Vilagonella, es troben els termes municipals de Moià, Santa Maria d'Oló i Avinyó.
És un termenal llarg, de quasi 10 quilòmetres, sempre seguint cursos fluvials. En el terme de Moià queden les propietats de la Rovira, el Perer, el Molí del Perer, el Rourell, el Casalot de Mataocells, Ribaus, Bussanya, l'Autonell, el Casalot Vell del Soca i el Solà de Sant Esteve, que tenia terres a tots dos costats de la riera. Pel costat de Santa Maria d'Oló es troben les terres de Rubís, Vilagú, l'Illa, la Garrigota i el Solà de Sant Esteve.

#### Termenal amb Avinyó

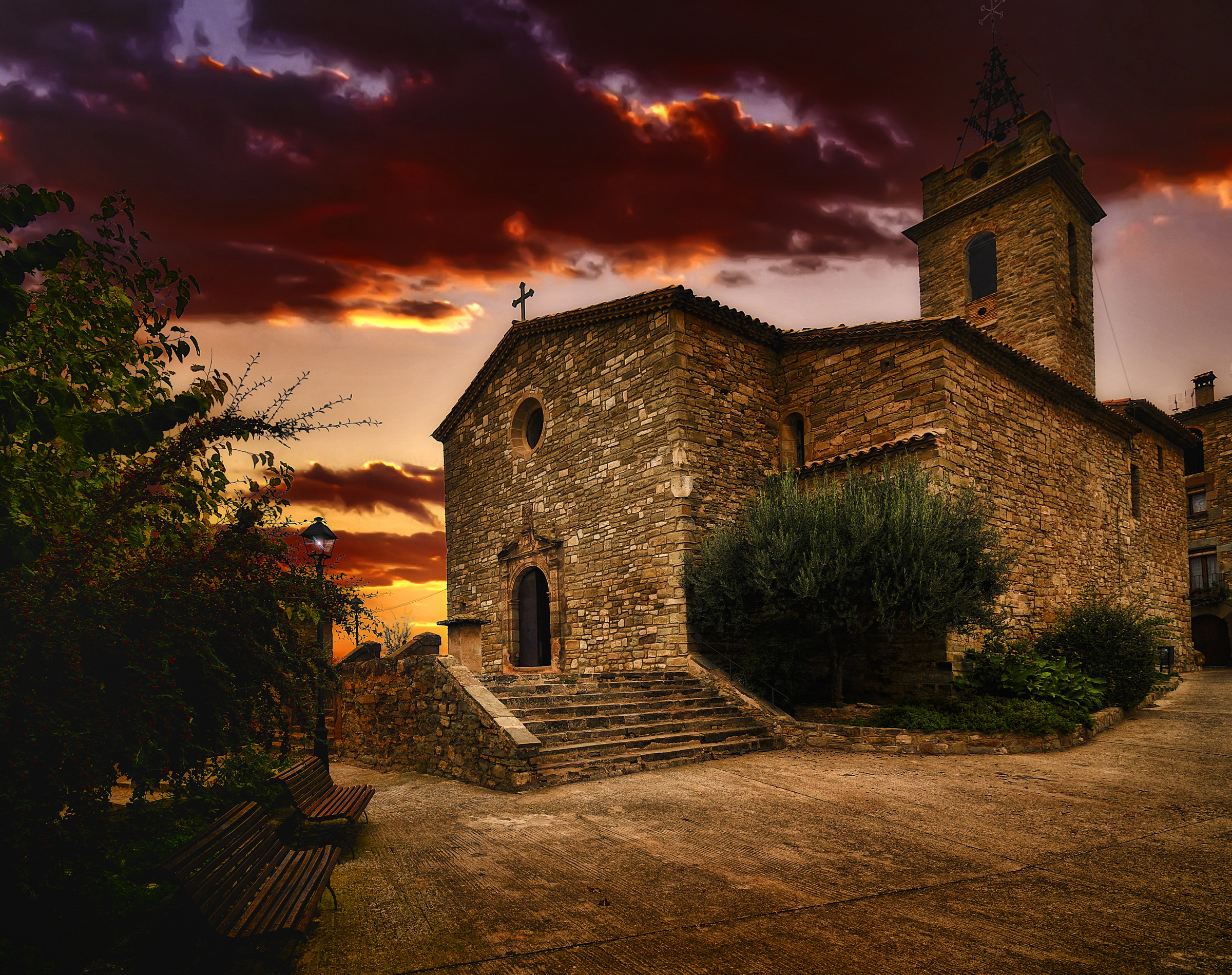

En el punt anteriorment descrit comença el llarg límit municipal entre Santa Maria d'Oló i Avinyó. Arrenca cap al nord-oest seguint un tram de 350 la riera de Malrubí aigües avall, per de sobte trencar cap al nord per anar a buscar una carena a ponent dels Clapers. Dalt de la carena, segueix el camí que hi passa fins a la primera cruïlla, on el termenal gira en angle recte cap a ponent, passant pel sud del Pla de les Fites (que deu el nom a les fites del terme municipal que hi ha), fins que arriba al nord-est de Cal Parenostres, on comença un arc còncau inflexionat al nord que té el final a l'oest de l'inici, a l'extrem sud-oest de la Serra de l'Arç, a migdia de Cal Tinet i la Canal, i a llevant del Carrer de les Puces, Ca l'Ermità i Cal Saragossa. Aleshores, la línia de terme va en línia recta cap al nord-oest fins al Serrat de Torcó, en el vessant sud-occidental del turó de Vilamorena; el termenal segueix tota la Serra de Torcó, de primer cap al nord, després cap al nord-oest, fins que troba el torrent de l'Espinal. Decantant-se cada cop més decididament cap a ponent, travessa l'extrem meridional del Serrat de la Manola, al nord de la masia de la Manola, continua cap al sud de la masia de les Tosques, travessa successivament l'Eix Transversal (C-25) i la riera d'Oló, fins que, travessada aquesta riera, torç sobtadament cap al nord fins a la Malesa del Salvador.
En aquest lloc, el termenal emprèn ja decididament la direcció nord. Va a cercar la Serra del Tomàs, que segueix sencera, decantant-se cada cop més cap al nord-est, i va a buscar el punt rodó de la sortida de l'Eix Transversal (C-25 i BP-4313) cap a Avinyó. Travessa altre cop la C-25, fa un arc pel nord del Pla del Jesús i torna a travessar l'Eix Transversal, per tal d'anar a trobar la carretera BP-4313, en aquest tram paral·lela pel nord a la C-25 just sota de l'extrem oriental de la Cinglera de Roca Argena. La línia de terme segueix cap al nord-est la carretera esmentada, passant a migdia de la Baga de la Ferreria. Només s'aparta de la carretera quan aquesta abandona la carena, com al Serrat Rodó. Seguint aquesta carretera, en el punt on torna a enllaçar amb la C-25, en el nus de sortida cap a Santa Maria d'Oló, el termenal abandona les carreteres esmentades per girar cap al nord-oest, seguint una carena que el porta fins a trobar la Riera Gavarresa al costat nord-est de la masia de la Vall. Segueix aleshores aigües amunt la Gavarresa, fins que en arribar al nord-est del Pla de Jeremies, on la Gavarresa fa un sobtat meandre amb una illa a l'interior, la línia de terme abandona la llera de la riera per prendre la direcció nord, va a trobar la intersecció del torrent del Grau Gran amb el torrent de la Font del Grau, la travessa sempre cap al nord, per seguir la carena existent entre el torrent del Grau Gran, a ponent, i el torrent de les Ases, o de Torroella, a llevant. Deixa a l'oest les masies de la Casa Nova de Torroella, els Andreus i el Borró, travessa el torrent de les Ases, i arriba al punt més septentrional del terme de Santa Maria d'Oló, on es troba aquest municipi amb els d'Avinyó i Sant Feliu Sasserra, en el punt de trobada del Serral de Coll Lligó amb els Serradets.
Són 18,7 quilòmetres de termenal, que deixa, en terme de Santa Maria d'Oló, les terres del Solà de Sant Esteve, els Clapers, Torrespaia, Cal Tinet, la Canal, Vilamorena, l'Espinal, les Tosques, la Riera de Sant Agustí, Armenteres, els Plans, Altimires, Cal Miqueló, Cal Músic, les Tines, el Corral, el Ciuró i el Molí del Ciuró, Oriols i Torroella. Pel costat d'Avinyó es troben les terres de Vilagonella, el Molí dels Clapers, Solergibert, Cal Parenostres, Ca l'Ermità, Cal Saragossa, la Torre del Muntanyola, Torcó de Baix, Torcó de Dalt, la Manola, Vila-seca, l'Abadal, el Soler, Cal Toni Mas, la Posa, la Vall, el Ferrer Lletger, Vilapúdua de Baix, Vilapúdua de Dalt, la Casa Nova de Torroella, els Andreus, el Borró i la Roca de Sant Marçal.

#### Termenal amb Sant Feliu Sasserra
Des del Serral de Coll Lligó, la línia de terme surt cap a llevant, per anar-se decantant progressivament cap al sud-est. Passa a prop de la capella de Sant Francesc d'Assís de Torroella i de la masia de Torroella, i va a cercar el vessant oriental del Serrat de Torroella, travessa el torrent d'Ases, al qual segueix paral·lel a una certa distància de la riba esquerra, i va a buscar la Costa Grona, al nord i nord-est de la Frau. A mitja Costa Grona, just a migdia de la masia de la Traveria i del Molí de la Traveria, trenca cap al sud per tal d'anar a buscar el curs de la riera Gavarresa. Sense acabar d'arribar-hi, a la cota 445, es troben els termes municipals de Santa Maria d'Oló, Sant Feliu Sasserra i Oristà.
Es tracta d'un termenal de quasi 3 quilòmetres, que deixa en terres de Santa Maria d'Oló les finques de Torroella, la Torre d'Oriols, el Prat d'Oriols, totes elles pertanyents al poble d'hàbitat dispers de la Frau. Pel costat de Sant Feliu Sasserra, són les propietats de Comulleda, la Casanova de l'Oblaguer, el Purgatori, la Traveria i el Molí de la Traveria.

#### Termenal amb Oristà
Des del tritermenal anterior, el límit entre Santa Maria d'Oló i Oristà acaba de baixar, en direcció sud-est, fins a la Gavarresa, la travessa, i s'enfila pel costat oposat, per la Baga de Cal Llop fins a l'extrem nord-est del Serrat de les Berengueres, passa ran -a migdia- de les restes de la masia de la Frau, i traça una línia recta cap a llevant, molt lleugerament decantada cap al nord. Deixa al sud les masies de la Moretona i la Garriga i baixa fins a trobar la riera de Segalers al nord-est d'aquesta darrera masia, a ponent de l'extrem nord-occidental de la Baga de Canemasses. Des d'aquí segueix un tram de la riera de Segalers aigües amunt fins al lloc on es troba la Font de Segalers, a migdia de la masia de Segalers; aleshores, s'enfila cap al sud-est pel nord de la Baga de Canemasses fins a la cota 647, a prop de la C-25 al nord del Collet de Sant Joan, on trenca en angle recte cap al nord-est, travessa el torrent de Bojons, després el Pla de Canemasses, i va a passar enmig de les edificacions de la masia de Bojons, de manera que la masia queda a Santa Maria d'Oló, i una part dels graners, pallers i corrals, a Oristà. A 375 metres a llevant de la masia, després de travessar la carretera C-670, al nord del Pla de l'Alzina Balladora, es troben els termes de Santa Maria d'Oló, Oristà i Muntanyola.
És una línia de 5 quilòmetres per terres de les Berengueres, la Moretona, la Garriga, Canemasses, Montcabrer i Bojons, per costat de Santa Maria d'Oló, i de la Frau, Cal Moliner, el Teuler, Segalers i Bojons, pel d'Oristà.

#### Termenal amb l'Estany
Des del punt anterior, la línia de terme davalla cap al sud-oest, passa al nord del Collet de l'Albergínia, a l'extrem meridional del Serrat de la Vila, i baixa cap al nord-oest, passant al nord-est i a l'est del Molí del Castell, fent un arc cap al nord-oest d'aquest molí, on travessa la carretera C-59 i la riera de l'Estany; tot seguit, sempre cap al nord-oest, se'n va a passar al nord-est i a l'est de la masia del Castell, i puja a la Carena del Castell, seguint-la cap al nord-oest fins al punt més alt.
Aleshores, marca un arc al nord-oest del Castell, travessa la Serra del Castell i arriba a la cota 750, a ponent de la masia de l'Heura i a llevant de la del Castell, i s'adreça cap al sud-est fins a assolir la Serra de l'Estany. Segueix aquesta serra cap a ponent, passant pel Turó del Gomis, fins a l'extrem de ponent de la serra. En aquell lloc, troba un torrentet que davalla cap a migdia, i el segueix fins que s'aboca en el torrent del Gomis, que ja no deixa, aigües avall, fins que s'aboca en el riu Sec. En aquest punt es troben els termes de l'Estany, Santa Maria d'Oló i Moià, on ha començat la descripció del perímetre del terme municipal de Santa Maria d'Oló.
És un traçat de 6,2 quilòmetres, que, en terres de Santa Maria d'Oló, passa per terres de la Vila, la Sala, el Pla, Sant Feliuet de Terrassola, Vilanova, l'Heura, la Rovirassa, el Mas de Sant Miquel i Rubís. En el terme de l'Estany travessa les propietats de Cal Noè, el Molí del Castell, el Castell, Montfred, Puigmartre i el Masot.

### Població
El terme de Santa Maria d'Oló conté un sol nucli agrupat d'una certa extensió: el que duu el mateix nom que el municipi, amb tres barris diferenciats: Dalt del poble, que és el nucli primigeni, la zona central actual, que no rep cap nom en concret, i la Cooperativa de les Cases Noves, sorgit a partir de la industrialització de Santa Maria d'Oló. Fora d'aquest nucli, hi ha tres antigues parròquies rurals que conformen un poble rural d'hàbitat dispers: Sant Joan d'Oló, Sant Feliuet de Terrassola i Sant Vicenç de Vilarassau; d'altra banda, cal comptar, encara, dos ravals, agrupacions de cases al llarg d'un camí a una certa distància del poble principal: el Raval de la Rovirola i el Raval de Santa Eulàlia, situats al nord-oest de Santa Maria d'Oló, al camí d'Avinyó. Encara, cal comptar amb dos nuclis de masies disperses, però properes, denominats el Pla de Grassetes, al nord-est del terme, i la Frau al nord, ja a prop d'Oristà. Finalment, hi havia una antiga unitat territorial actualment despoblada: la Quadra del Solà de Sant Esteve, a l'extrem de migdia del terme.
| Entitat de població        | Habitants (2023) |
| Santa Maria d'Oló          | 772              |
| Raval de Santa Eulàlia     | 103              |
| Raval de la Rovirola       | 67               |
| Sant Joan d'Oló            | 46               |
| Sant Vicenç de Vilarassau  | 32               |
| la Frau                    | 27               |
| el Pla de Grassetes        | 24               |
| Sant Feliuet de Terrassola | 15               |
| Font: Idescat              |                  |

#### Santa Maria d'Oló
Amb 767 habitants (71,08% del total del municipi), és el poble més important del terme, del qual exerceix la capitalitat. Està situat en el vessant nord d'un turó situat a la dreta de la riera d'Oló; al cim d'aquest turó hi ha el Castell d'Oló, origen i centre de l'actual terme de Santa Maria d'Oló.
Està format per diversos nuclis o barris: el poble vell, més enlairat, conegut popularment com a Dalt del Poble; al voltant de l'actual església parroquial de Santa Maria d'Oló, la part moderna, i al seu nord-est la Cooperativa de les Cases Noves, petit eixample produït a ran de la industrialització de Santa Maria d'Oló, amb la consegüent necessitat de construir habitatges per als treballadors vinguts de fora del poble.
Santa Maria d'Oló centra també tot un seguit de masies que pertanyen a la parròquia principal del terme: l'Auberc, el Bosc, Capelles, Cal Colltort, la Deu, l'Heura, el Joncar, el Perdols, el Putget, la Rodoreda, Roselles, la Rovirassa, Rubís, el Mas de Sant Miquel, Torigues, la Verneda, Cal Vilar i Vinagré, a més del Molí d'Altimires.
De l'antic castell, resta part d'una torre i murs amb aparell d'espiga (opus spicatum), on hi ha una placa de pedra amb una inscripció feta al segle xviii que diu: “És castell d'Oló”.

##### Dalt del Poble
L'església parroquial vella (Santa Maria i Sant Joan d'Oló) data de vers el 1646, i fou bastida damunt de les restes de, almenys, dues esglésies medievals de les quals es té constància a través de les seves actes de consagració, esdevinguda el 999 i vers 1166. En el seu entorn, les llindes de diverses cases testimonien la formació del poble, al segle xviii.

##### El poble modern
Cap a l'any 1950 es va començar a construir la nova església de Santa Maria d'Oló, alçada en el pla on es va construir el nou nucli per mor del desenvolupament econòmic de les fàbriques del poble. Es va beneir el 1963, i va esdevenir parroquial. S'hi van afegir la rectoria i els despatxos parroquials. Va ser construït en bona part per encàrrec del matrimoni Roger-Vidal, amos de la principal fàbrica del poble.
A Santa Maria d'Oló hi ha força activitat cultural. El Centre Recreatiu (1935) és la institució amb més tradició, però també cal destacar-ne d'altres, com ara el Casal del Poble (1981), la Plana Centre Rural Acolliment i Cultura o l'Associació Castell d'Oló (1988).
Santa Maria d'Oló celebra la festa major d'hivern el 20 de gener, festivitat de Sant Sebastià, i la d'estiu el quart diumenge d'agost. Al juny, en data variable, es fa una caminada popular. El tercer diumenge de desembre es fa la fira de Nadal, però la festa més celebrada són les Festes de Nadal i Reis, on destaca la cavalcada de Reis.

#### Sant Joan d'Oló
Sant Joan d'Oló és el segon nucli històric del terme d'Oló, constitueix una parròquia a part de la de Santa Maria; està situada al sector sud-oest del terme, al límit amb Avinyó i bastant a prop del poble d'Horta d'Avinyó. És a ponent de Sant Vicenç de Vilarassau i al sud-oest de Santa Maria d'Oló i del Carrer de Peucalçó. Actualment està poc poblat.

#### Sant Feliuet de Terrassola
Sant Feliu, o Sant Feliuet, de Terrassola és una parròquia rural diferenciada que, a més pertany a una unitat eclesiàstica diferent de les altres del terme. Antigament era més important i fins a mitjan segle xix tenia ajuntament propi. És a l'extrem nord-est del terme municipal, en una mena d'apèndix cap a llevant del terme de Santa Maria d'Oló, al nord de l'Estany.

#### El Raval de Santa Eulàlia
El Raval de Santa Eulàlia en constitueix el segon nucli més poblat. És a prop i al nord-oest del nucli principal de Santa Maria d'Oló, a tocar i a llevant del Raval de la Rovirola. És a ponent de la carretera BP-4315, que enllaça Santa Maria d'Oló amb la carretera BP-4313 i l'Eix Transversal (C-25). Es va formar a partir de l'eix que representava l'antic camí d'Avinyó.

#### El Raval de la Rovirola
Amb una cinquantena d'habitants, el Raval de la Rovirola està situat a prop i al nord-oest del nucli principal de Santa Maria d'Oló, a tocar i a ponent del Raval de Santa Eulàlia. La major part del veïnat és en un espai entre l'Eix Transversal (C-25) i la carretera BP-4313.

#### Sant Vicenç de Vilarassau
Sant Vicenç de Vilarassau és la quarta parròquia del terme de Santa Maria d'Oló, centra un petit veïnat de masies disperses, situat al sector central-sud-oriental del terme, al sud-est de Santa Maria d'Oló i a llevant de Sant Joan d'Oló. És a la dreta del Riu Sec, en una petita plana al sud-est del Serrat del Coll i al nord del Serrat de les Garrigues.

#### El Pla de Grassetes
El Pla de Grassetes està situat a l'extrem nord-est del terme, a migdia de la Carena de Segalers, de l'Eix Transversal C-25 i de la carretera BP-4313. És a l'est-nord-est de Santa Maria d'Oló i a l'oest-sud-oest de Sant Feliuet de Terrassola.

#### La Frau
El veïnat de la Frau és el veïnat dispers de masies que es troba al límit nord del terme, tocant ja els d'Avinyó i Oristà. És al nord de la riera de Segalers, de l'Eix Transversal (C-25) i de la carretera BP-4313. Queda al nord del Raval de la Rovirola i del Raval de Santa Eulàlia. Centrava el veïnat el Castell d'Aguiló, guàrdia preeminent del Castell d'Oló.

#### El Carrer de Peucalçó
El Carrer de Peucalçó és un petit veïnat de masies, actualment quasi del tot despoblat, situat a migdia de Santa Maria d'Oló, al nord-est de Sant Joan d'Oló i al nord-oest de Sant Vicenç de Vilarassau. És a l'extrem de llevant del Serrat de Mascarell.

#### La Quadra del Solà de Sant Esteve
És una antiga quadra medieval, centrada en la gran casa del Solà de Sant Esteve, actualment del tot en ruïnes, d'on sorgí una poderosa família dels segles XVI, XVII i XVIII, que donaren diversos ciutadans honrats, juristes i militars de renom.L'any 1847 s'incorpora al municipi de Santa Maria d'Oló. Està situada a l'extrem meridional del terme, a la dreta de la riera de Malrubí, molt a prop del termenal amb Artés i Avinyó. És en el vessant meridional de la Carena del Solà, a ponent dels Cingles de la Resclosa, al sud-oest del Serrat de la Garrigota i a llevant del límit del terme, límits aproximats del territori d'aquesta quadra. Les úniques edificacions que contenia eren la masia del Clapers, el mas del Solà de Sant Esteve, el Molí del Solà de Sant Esteve, l'ermita de la Mare de Déu dels Dolors i l'església de Sant Esteve del Solà.

### Orografia
- Fontfreda 937,2[3] 41° 54′ 46.68″ N, 2° 8′ 16.68″ E / 41.9129667°N,2.1379667°E (frontera amb Sant Bartomeu del Grau) (vèrtex geodèsic 288101001)[4]

## Història

### Edat mitjana
Al 889 apareix el nom d'Oló en el precepte atorgat pel rei franc Odó al bisbe Gotmar. Sobre el 927 apareixen més notícies documentades i ja en el 931 es fa referència al castell d'Oló. Vers el 980 està documentat Sesmon, o Sisemund, d'Oló, fill de Guineguís Mascaró, vescomte de Girona i germà de Sunifred, que seria vescomte de Girona a la mort del seu pare. Els castells d'Oló i d'Aguiló, el segon subsidiari del primer, estaven sota el domini del Comte de Barcelona i, sempre sota aquest domini, a la mort de Sesmon d'Oló apareix com a senyor d'Oló el seu fill Guillem, que més endavant es coneixeria també com a Guillem de Mediona. Sesmon i Guillem d'Oló consten com a vicaris comtals.
A la mort de Guillem de Mediona, o d'Oló, fou succeït pels seus fills, Ramon i Ermengol, mentre que el domini passava, per cessió, als Queralt. Aquest domini superior perdurà fins a la fi del segle xiii, mentre que el domini real continuava en mans dels Oló. Tanmateix, aleshores el domini fou cedit als d'Oló, que n'esdevingueren senyors únics. El 1332 Arnau d'Oló venia el terme i els castells d'Oló i Aguiló a Ot de Montcada, la vídua del qual, Sibil·la, el va vendre a Santa Maria de l'Estany a causa de deutes derivats del seu dot. Els dos castells i el terme estaven emprenyorats, en aquell moment.
Així, el castell d'Oló va passar a dependre del Monestir de l'Estany el 1369. A partir d'aquell moment, el 1386 es va iniciar una sèrie de lluites entre els homes d'Oló i els de l'Estany per la redempció del castell, tot i que en un primer moment van veure de bons ulls el traspàs de propietat, ja que d'aquella manera es desfeien del domini dels Oló. Aviat se'n van desenganyar i reprengueren la lluita per l'alliberament, ara contra el poder eclesiàstic. En un primer moment, organitzaren un sindicat per recollir els 200.000 sous que havia costat la compra, per part del monestir de l'Estany, de castells i terme, però l'abat i els canonges de l'Estany no hi van accedir mai. La pretensió era passar a domini reial directe, situació molt més avantatjosa que l'existència d'un senyoriu, fos nobiliari o eclesial.
La confrontació amb el monestir de l'Estany fou dura i cruenta: els homes d'Oló assaltaren i incendiaren el monestir el 15 d'agost del 1395; hi hagué càstigs i represàlies, així com una lluita constant, tot i que vers 1420 els olonencs coadjuvaren en la restauració directa del monestir. Abans d'acabar l'edat mitjana, el 1487 hi hagué nous intents de redempció, que continuarien els segles següents, fins al 1606
La dependència del monestir de l'Estany comportà, doncs, uns 250 anys molt agitats per a la història d'Oló. Els olonencs lluitaren per l'alliberament del domini que els subjugava, primer senyorial i després eclesial. Aquestes lluites coincideixen amb un fenomen comú a tot el país que comença a l'edat mitjana tardana i s'allargassa durant tota l'edat moderna.

### Edat moderna
La lluita per l'alliberament del senyoriu de Santa Maria de l'Estany continuà, amb un nou intent el 1597. Finalment, el 1606, en temps de Felip IV de Castella, els homes d'Oló, que aleshores formaven un conjunt de 51 famílies, aconseguiren de deslliurar-se del domini de les Cinc Dignitats (entitat formada per cinc arcedians dels bisbats de Barcelona, Girona i Vic que succeí el monestir de l'Estany quan aquest fou secularitzat), i incorporar-se definitivament a la corona. Van obtenir el títol i els privilegis de carreratge de Barcelona, com els tenia la vila de Moià, segons especifica el document datat el 24 de febrer del 1606.
Ja des de l'edat mitjana, l'actual terme de Santa Maria d'Oló estava dividit en dues unitats diferenciades. A ponent, les parròquies de Santa Maria d'Oló, amb 19 focs el 1553, Sant Joan d'Oló, amb 9 focs aquell mateix any, i Sant Vicenç de Vilarassau; a llevant, la parròquia de Sant Feliu de Terrassola, amb 12 focs, que estava unida a l'Estany, que en tenia 26.
El 1686 es té constància que Santa Maria d'Oló ja tenia 30 cases juntes (en els documents anteriors sembla que es refereix sempre a una població disseminada), que augmenten a 67 el 1782. La població agrupada de Santa Maria d'Oló, doncs, es deu a un procés originat al segle xvii.
Al segle xviii es va fomentar el conreu de la vinya, que es va veure afectada per la crisi de la fil·loxera des de 1879, cosa que va afectar greument l'economia del poble i va forçar a una reconversió d'una part del seu sector agrari.

### Edat contemporània
Pascual Madoz parla breument de Santa Maria d'Oló en el seu Diccionario geográfico...
del 1845. S'hi refereix dient que està situat en un turó on la combaten lliurement els vents d'oest i d'est, amb clima temperat i sa. Comptava amb 150 cases. El terreny és de secà, resistent al conreu. El terme està molt poblat de pins i arbusts. Els camins hi estan en molt mal estat. S'hi produïa ordi, llegums i vi, i hi havia caça de perdius i conills. S'exportava fusta, llenya i vi. Tenia 132 veïns (caps de casa) i 519 ànimes (habitants). Sant Joan d'Oló hi té també un petit article.
El 1860 consten ja cent cases a Santa Maria d'Oló, 14 al carrer del Raval, 28 al Raval de la Rovira i 27 al Raval de Santa Eulàlia. Aquestes extensions del nucli, esteses al llarg del camí d'Avinyó, es van formar al l'entorn del canvi de segle del 1800.
Vers 1910, Cels Gomis descriu Santa Maria d'Oló de la manera següent, escrita en català prenormatiu: Poble de 101 cases amb 388 habitants de fet i 398 de dret, s 25 kilòmetres al NE. del cap de partit y a 20 de Vich, quina estació de ferrocarril és la que té més prop. És dalt d'un turó, a l'esquerra de la riera del seu nom, tributària de l'esquerra del riu Gavarresa, i hi passa la carretera provincial de Moyà a Balsareny (...) forma un ajuntament de 277 edificis ab 1035 habitants de fet y 1061 de dret. Completa la descripció dient que Santa Maria d'Oló té dos estudis municipals i una costura de les Germanes Carmelites descalces, un Centre Catòlic, i fa la Festa Major el quart diumenge d'agost. Descriu el terme com a muntanyós, amb clima temperat i saludable; diu que hi ha lignit al Solei d'en Vilagut, i s'hi cull sègol, llegums i vi. Hi havia en aquell moment una fàbrica de cotó i dos molins fariners.
A la primera meitat del segle xx la industrialització del poble, en el sector tèxtil, va fer que la població anés creixent constantment, malgrat l'abandonament del camp i el tancament de masies. En el darrer terç del mateix segle, però, la crisi general del sector tèxtil ha fet reduir molt l'activitat de les fàbriques, i la població se n'ha ressentit: 1.050 habitants el 1986, 1.015 el 1991 i 990 el 1996. Els darrers anys s'ha experimentat una estabilització i fins i tot recuperació de la població: 1.044 habitants el 2005 i 1.079 el 2010.

#### Ajuntament

##### Alcaldes
- Joan Vilar i Abadal (1979 - 1983, una legislatura)
- Ramon Puigoriol Bertrans (1983)- (1987),una legislatura
- Josep Ramon Collado Muñoz (1987)-(1991),una legislatura i 1 any aprox.
- Pere Vilà Ollé (1992)- (1995), tres anys aprox.
- Jaume Sala i Burdó (1995 - 1999, una legislatura)
- Santiago Monsech i Pons (1999 - 2007, dues legislatures)
- Ramon Vilar i Camprubí (2007 -2015, dues legislatures)
- Enric Güell i Sabata (2015-2019, una legislatura)
- Xavier Baraut i Roca (2019-)

##### Regidors
Des de la instauració del sistema municipal democràtic, el 1979, han estat regidors de Santa Maria d'Oló les persones següents: Rafel Arcos Ramírez, Àngel Aubach i Farrés, Ester Aymà i Catalan, Xavier Baraut i Roca, Meritxell Bujons Camprubí, Ramon Bujons Camprubí, Roser Bujons Farré, Dionís Burdó i Valeri, Josep-Ramon Calafell Torras, Joan Camprubí Puig, Lluís Camprubí Rodoreda, Josep Canamasas Güell, Carme Carrera Rocadembosch, Laia Comes i Roselló, Anna Crespiera Homs, Estefania Ferrer Alsina, Sandra Florez Camprubí, Eduard Furné Crespo, Regina Gascón Godefrín, Xavier Gasia Bruch, Maria Carme González Fernández, Anna Grau Torres, Enric Güell Sabata, Ramon Iglesias i Riera, Laura Juncadella i Roca, Carles-Gustau Martín Antolín, Xavier Matas Antonell, Santiago Monsech Pons, Isidre Ollé Casas, Salvador Peraire Berengueras, Alícia Portabella Carol, Lídia Portí Purtí, Ramon Puigoriol Bertrans, Jaume Rodoreda i Sors, Jaume Sala Burdó, Guillem Sala i Güell, Àngel Sala Ollé, Dolors Serral i Soler, Josep Sors Aligué, Modest Vega Díaz, Pere Vilà Oller, Joan Vilanova Berengueras, Joan Vilar Abadal, Ramon Vilar i Camprubí, Josep Mª Bargalló Roigé i Josep Ramón Collado.
De 2019 a 2023, Xavier Baraut i Roca va ser batlle.

## Economia
Santa Maria d'Oló és essencialment agrícola i ramader, especialment porcí, i les terres de conreu són dedicades principalment a farratge, i una mica de vinya i olivera, abans molt més comunes al terme.
El 1782 a Santa Maria d'Oló es collien 2.750 quarteres de cereals (blat, ordi, civada, mill i blat de moro), i es produïen 800 càrregues de vi, mentre que a Sant Joan d'Oló eren 1.750 quarteres de grans, 300 càrregues de vi, una mica d'oli i deu quintars de cànem.Amb l'arribada de la fil·loxera a partir de l'any 1891, les vinyes van anar desapareixent. Quan es van replantar, a partir de 1900, es va fer amb ceps de peu americà. Ja hi havia una certa industrialització: Santa Maria d'Oló tenia 12 telers per a teixir llana i diverses famílies de paraires. Aquesta tradició tèxtil comportà l'aparició, el 1902, de la primera fàbrica, la del Pastor, que el 1920 va comprar i reformar un industrial de cognom Borràs. El 1962 aquesta fàbrica es reconvertí en la fàbrica de lones i teixits industrials Sauleda. Una altra empresa important és la que va aixecar el 1928 l'industrial Manuel López i que més tard va passar als Roger de Castellterçol.
A l'any 1970 a Santa Maria d'Oló, Anicet Canamasas va posar en marxa un projecte innovador basat en la producció i fabricació d´ envasos per a productes de cosmética, Plásticos Faca. Actualment l'empresa segueix produint i dissenyant embalatges de plàstic d´alta gamma i representa una de les companyies més rellevants al sector del packaging.
Altres indústries més petites i tallers auxiliars i subsidiaris feren canviar la fesomia del poble i del terme. Es va perdre el caràcter eminentment rural de segles passats i va esdevenir un poble industrial.
El poble celebra mercat setmanalment. Aquest mercat, però, no té més antiguitat que el mateix procés d'industrialització de Santa Maria d'Oló; no és un mercat històric. Amb la caiguda del sector tèxtil, l'activitat econòmica s'ha hagut de reconvertir altre cop, de manera que en els darrers anys del segle xx s'ha incrementat molt la cria de bestiar, sobretot porcs i aviram, retornant així a una activitat agropecuària que s'aproxima a l'antiga activitat bàsicament agrària que defineix des d'antic aquest municipi.

## Demografia
| Candidatura | Candidatura | Cap de llista        | Vots | Regidors | % vots |
| ----------- | ----------- | -------------------- | ---- | -------- | ------ |
|             | Oló ERC-AM  | Xavier Baraut i Roca | 484  | 9        | 86,89  |

| 1497 f | 1515 f | 1553 f | 1717 | 1787 | 1857  | 1877  | 1887  | 1900  | 1910 |
| ------ | ------ | ------ | ---- | ---- | ----- | ----- | ----- | ----- | ---- |
| 41     | 41     | 57     | 834  | 767  | 1.320 | 1.291 | 1.235 | 1.035 | 977  |

| 1920  | 1930  | 1940  | 1950  | 1960  | 1970  | 1981  | 1990  | 1992  | 1994  |
| ----- | ----- | ----- | ----- | ----- | ----- | ----- | ----- | ----- | ----- |
| 1.151 | 1.094 | 1.160 | 1.253 | 1.226 | 1.173 | 1.089 | 1.047 | 1.009 | 1.009 |

| 1996 | 1998 | 2000  | 2002 | 2004  | 2006  | 2008  | 2010  | 2012  | 2014  |
| ---- | ---- | ----- | ---- | ----- | ----- | ----- | ----- | ----- | ----- |
| 990  | 988  | 1.006 | 998  | 1.047 | 1.072 | 1.089 | 1.079 | 1.048 | 1.065 |

| 2016  | 2018  | 2020  | 2022  | 2024  | 2026 | 2028 | 2030 | 2032 | 2034 |
| ----- | ----- | ----- | ----- | ----- | ---- | ---- | ---- | ---- | ---- |
| 1.054 | 1.024 | 1.024 | 1.063 | 1.077 | -    | -    | -    | -    | -    |